# Montezuma (Iowa)
Montezuma er en amerikansk by og administrativt centrum for det amerikanske county Poweshiek County i staten Iowa. I 2000 havde byen et indbyggertal på 1.440.

## Ekstern henvisning
- Montezumas hjemmeside Arkiveret 10. august 2020 hos  Wayback Machine (engelsk)

41°35′5″N 92°31′31″V / 41.58472°N 92.52528°V